# Bodafalu
Bodafalu (szlovákul: Bodice) Liptószentmiklós város része Szlovákiában, a Zsolnai kerület Liptószentmiklósi járásában.

## Fekvése
A városközponttól 3 km-re délnyugatra, a festői Deménfalvi-völgy bejáratánál fekszik.

## Története
1314-ben említik először, a Boda család birtoka volt. Temploma 1370 körül épült.
A 18. század végén Vályi András így ír róla: „BODAFALVA. Tót falu Liptó Vármegyében, tótúl Bodicze, földes Ura Palugyai Uraság, lakosai katolikusok, fekszik Sz. Mihálynak szomszédságában, mellynek filiája. Nevet adott Boda Familiának, a’ kiktöl Palugyaiak erednek, Okolicsányi, Zmeskál Familiákkal egyetemben; határjának 1/3. része nehezebben miveltetik; de legelője elég vagyon, és két része határjának jól termő, fája elég tűzre, és épűletre is az Uraságnak engedelmével, Szent Miklóson piatzozása fél órányira, első Osztálybéli.”
Fényes Elek 1851-ben kiadott geográfiai szótárában így ír a faluról: „Bodafalva, (Bodice), tót falu, Liptó vármegyében, 55 kath., 360 evang. lak., Kath. paroch. templom. Erdeje szép és nagy. Vizimalom. – F. u. Palugyay fam. Ut. p. Bertelenfalva.”
A trianoni diktátumig Liptó vármegye Liptószentmiklósi járásához tartozott.
1976 óta Liptószentmiklós része.

## Népessége
1910-ben 347 szlovák anyanyelvű lakosa volt.
1970-ben 294 szlovák lakta.

## Neves személyek
- Itt született 1898-ban Palugyay Zoltán író, grafikus, festőművész, a szlovák modernizmus megalapítója.

## Nevezetességei
- Római katolikus temploma a 14. században épült gótikus stílusban. A 18. században átépítették, tornya 1854-ben épült.

## Lásd még
- Liptószentmiklós
- Andaháza
- Andrásfalu
- Benic
- Deménfalu
- Illanó
- Kispalugya
- Okolicsnó és Sztosháza
- Plostin
- Verbic
- Vitálisfalu